# Löwe von Piräus

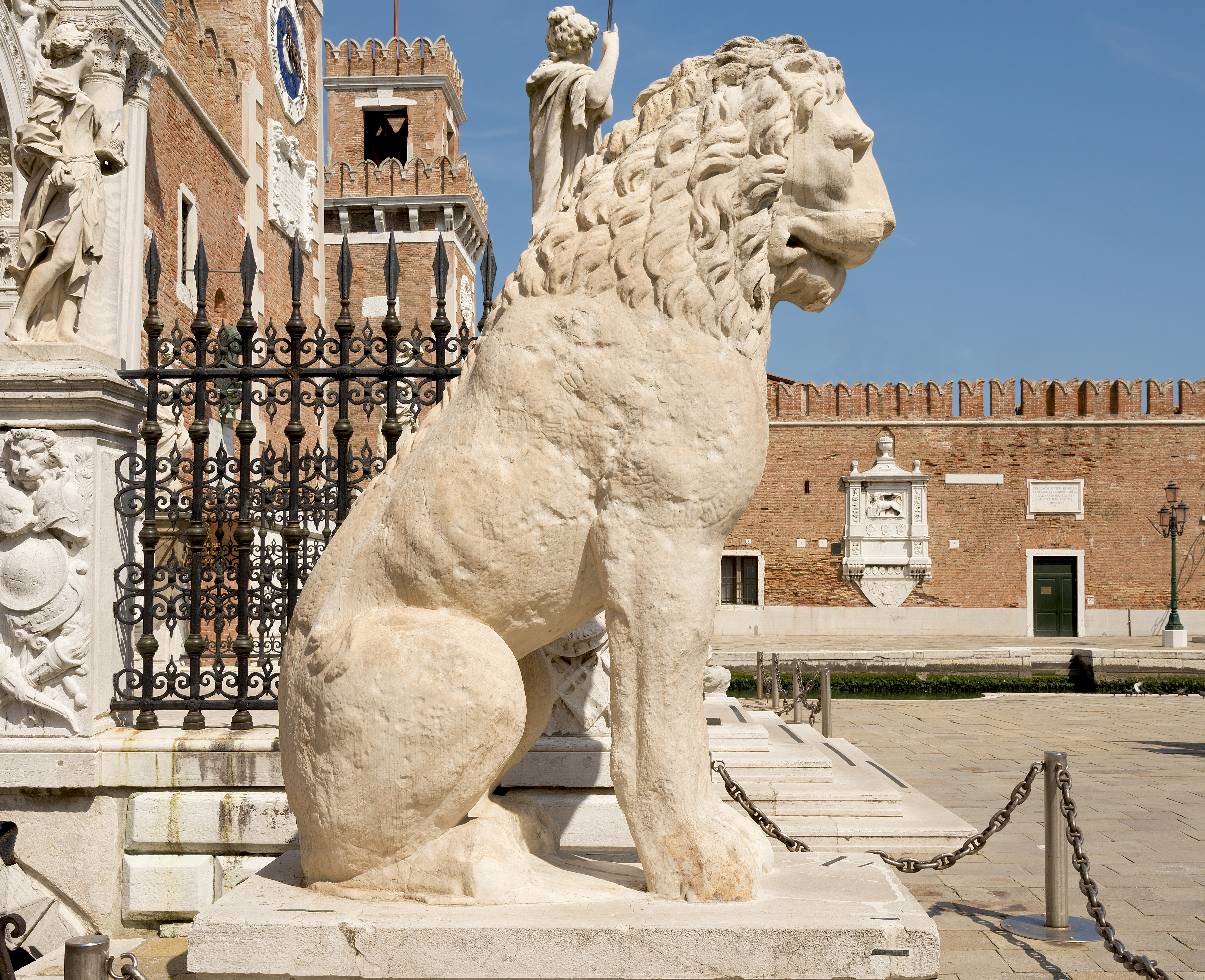
Die antike griechische Löwenstatue vor dem Arsenal in Venedig.

Der Löwe von Piräus ist eine antike Marmorstatue, die ursprünglich für Athens Hafenstadt Piräus in Griechenland geschaffen wurde. Sie stellt einen Löwen dar und gelangte 1687 als Kriegsbeute in den Besitz der Republik Venedig. In Venedig wurde sie neben anderen Löwenstatuen vor dem Arsenal aufgestellt. Auffällig an der Statue ist eine Reihe von eingeritzten Runen an verschiedenen Körperstellen des Löwen.

## Geschichte
Der sitzende Löwe wurde vermutlich um 360 v. Chr. geschaffen. Er besteht aus hellem Marmor und ist etwa 3 Meter hoch. Die Statue besitzt ein Loch im Kopf, in dem sich laut älteren Beschreibungen ein Rohr aus Keramik befand, das Wasser in eine Zisterne vor dem Löwen leitete. Weiterhin deutet eine Aussparung für einen Schlauch am Rücken darauf hin, dass die Statue als Brunnenfigur verwendet wurde. Der Löwe war, laut einer kartografischen Skizze des französischen Archäologen Jacob Spon, im nördlichen Teil des östlichen Hafenbeckens aufgestellt. Die Statue war so charakteristisch, dass Piräus im Mittelalter von den Italienern Porto Leone genannt wurde.
Athen und Piräus gehörten seit 1460 zum Osmanischen Reich. Im Rahmen des Großen Türkenkrieges belagerten venezianische Truppen im September 1687 unter Leitung von Francesco Morosini zusammen mit einer Söldnertruppe unter Otto Wilhelm von Königsmarck die Hafenstadt. Nach einer Beschreibung des Dänen Carl Christian Rafn gaben die Osmanen schon nach wenigen Tagen kampflos auf. Beschädigungen an der Löwenstatue durch Kanonenkugeln lassen jedoch vermuten, dass es Kampfhandlungen gegeben hat. Die Statue wurde daraufhin nach Venedig verschifft, wo sie 1688 amkam.

## Runen

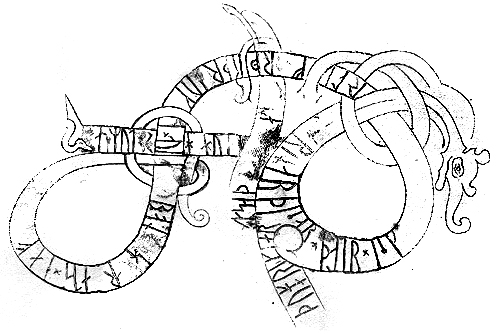
Die Runenreihe der rechten Körperseite, wie sie im 1857 veröffentlichten Werk Antiquarisk Tidsskrift des Dänen C. C. Rafn abgebildet ist

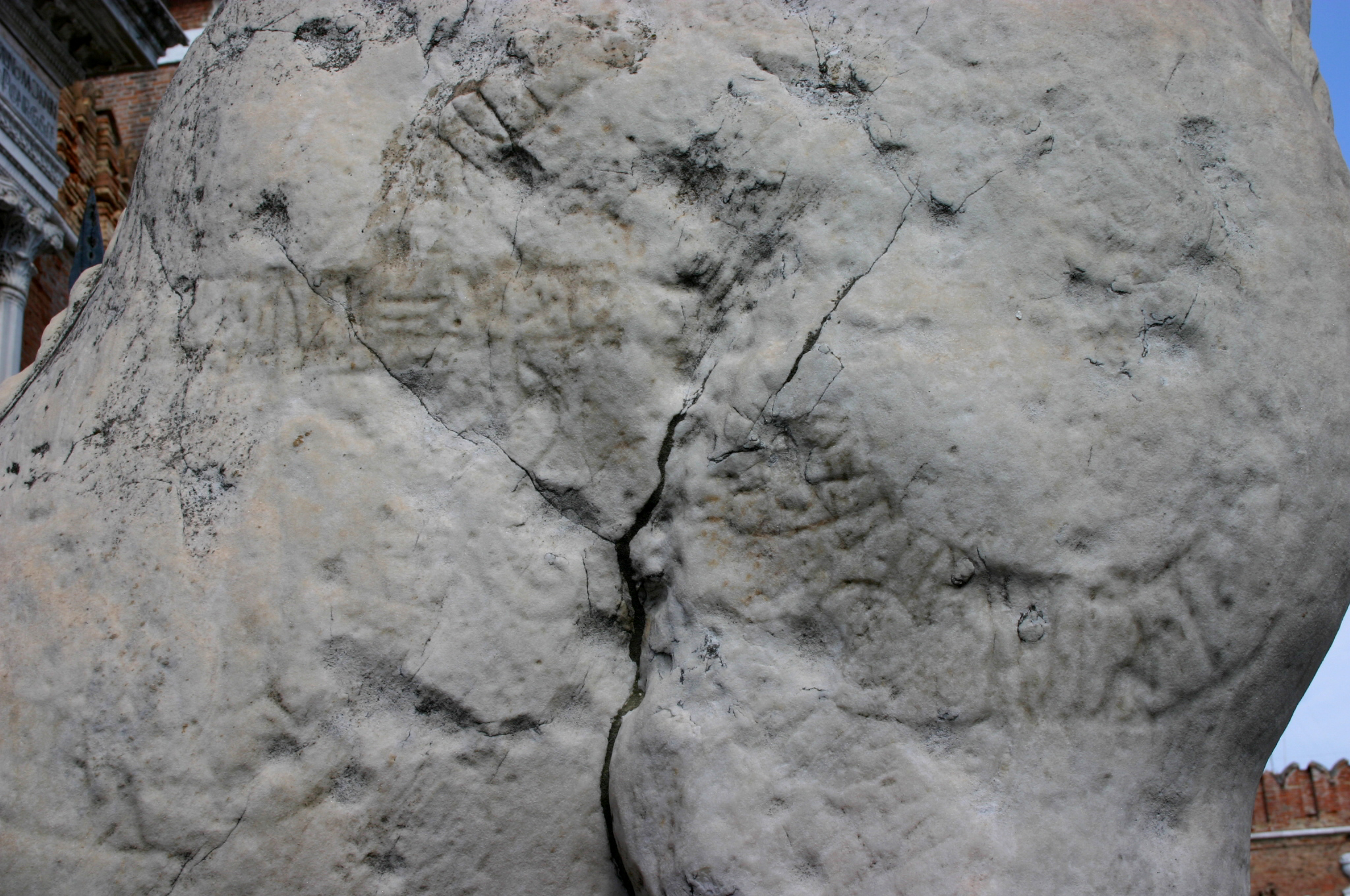
Foto von 2007 mit verstärktem Kontrast

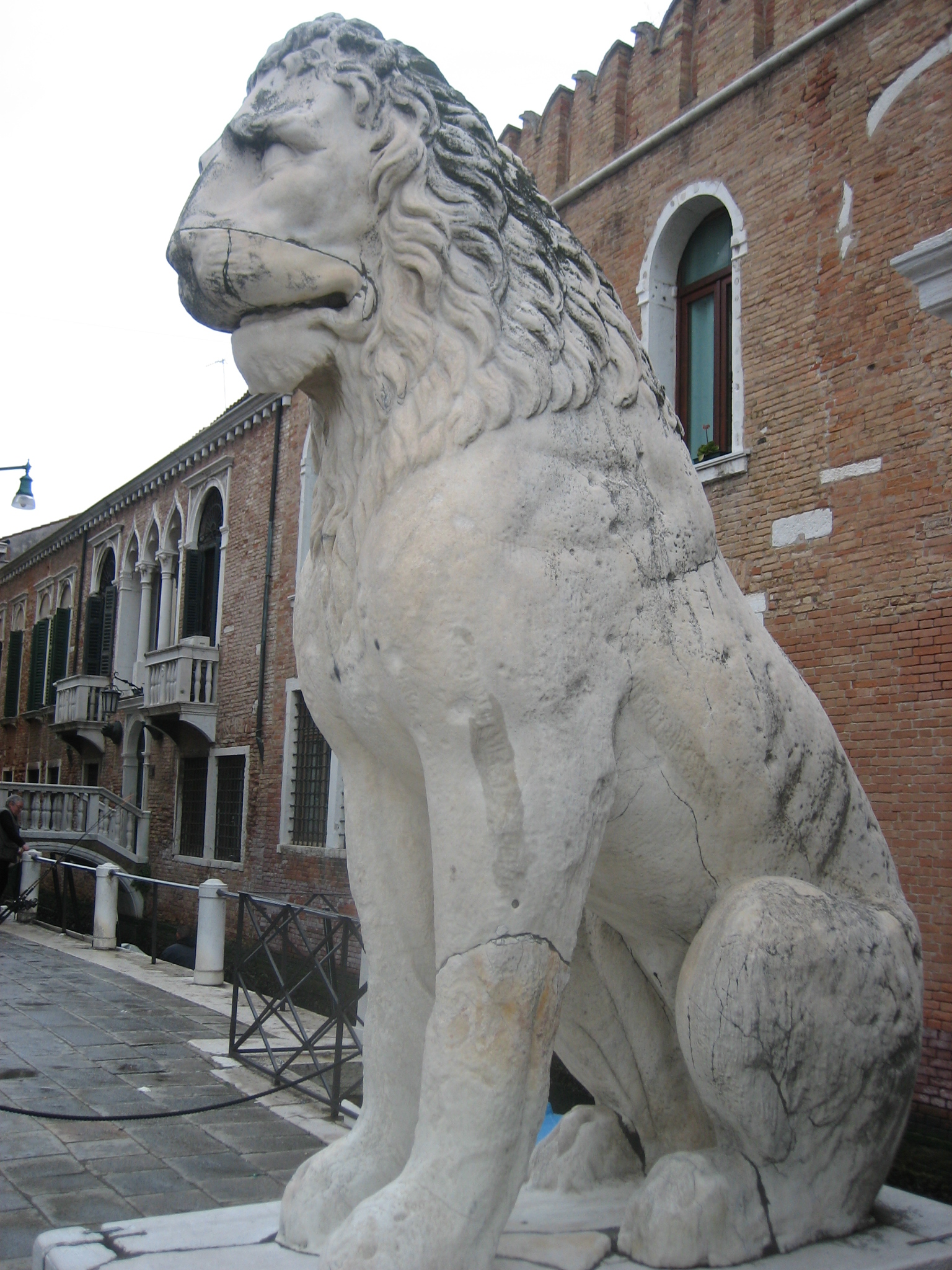
Die linke Seite des Löwen mit sehr undeutlicher Runenreihe. Hier etwas hervorgehoben durch Regenwasserstreifen (oder andere Flüssigkeit)

Obwohl sich die eingeritzten Runen deutlich sichtbar auf dem Löwen befinden, wurden sie erst zum Ende des 18. Jahrhunderts vom schwedischen Diplomaten und Orientalisten Johan David Åkerblad als solche erkannt. Zwar hatte schon der osmanische Schriftsteller Evliya Çelebi über Zeichnungen auf der Löwenstatue berichtet, die er einem türkischen Flottenbefehlshaber zuschrieb, doch wird eher vermutet, dass es sich hierbei um Farbzeichnungen auf dem Marmor handelte, die später verwitterten. Åkerblad veröffentlichte eine erste Beschreibung der Runen 1800 in der dänischen Fachzeitschrift Skandinavisk Museum II.
Nach der Entdeckung haben sich viele skandinavische Philologen und Archäologen an der Deutung der Runen versucht. Neben dem schon erwähnten Dänen Carl Christian Rafn, beschäftigten sich z. B. die Schweden Nils Fredrik Sander und Erik Brate mit dem Löwen. Die Ergebnisse werden aus heutiger Sicht als sehr phantasievoll betrachtet.
Die Runen haben sich seit ihrer Anbringung stark abgenutzt, was ihre Deutung äußerst schwer bis unmöglich macht. Einig sind sich die Forscher nur darüber, dass sich auf der linken Körperseite unterhalb der Schulter das Wort „trikir“ befindet. Es hat dem gleichen Wortstamm, wie das heutige schwedische Wort „Knechte“ (drängar) und wurde hier vermutlich in der Bedeutung „junge Männer“ oder „Kämpfer“ verwendet. Oft werden die folgenden Runen als „ritzten die Runen“ gedeutet.
Eine Phrase im mittleren Teil des Textes auf dem linken Oberarm bedeutet sehr wahrscheinlich „Hafen dieser“.
Die Runenreihe auf dem linken Arm ist als U-förmige Schlinge ausgeführt, die sich hinter der Schulter in einem nach unten gehenden Bogen auf der Körperseite fortsetzt. Auf der rechten Schulter (mit angrenzenden Körperteilen) stellt die Runenreihe vermutlich einen Lindwurm dar, der etwa die Form einer liegenden 8 hat.
Die Gestaltung der Runenreihen lässt vermuten, dass diese im 11. oder 12. Jahrhundert eingeritzt wurden. Die Urheberschaft wird Warägern zugeschrieben, die sich im Dienste des byzantinischen Kaisers befanden oder die auf Handelsreisen Piräus besuchten. In Nordeuropa zeugt eine Reihe von Griechenland-Runensteinen von den Aktivitäten der Waräger im Mittelmeerraum. Da sich der Stil der Runenreihen auf den verschiedenen Körperteilen des Löwen unterscheidet, wird angenommen, dass diese zu unterschiedlichen Zeitpunkten von unterschiedlichen Personen eingraviert wurden.

## Kopien
In den 1890er Jahren ließ der schwedische Dichter und Kunstsammler Nils Fredrik Sander eine Gipskopie des Löwen anfertigen, die in den Besitz des schwedischen Staatlichen historischen Museums überging. Dort stellt sie das größte Ausstellungsobjekt dar.
Der schwedische Amateurarchäologe Helmut Schulze und der griechische Ingenieur Apostolos Dombros starteten 1989 eine Geldsammlung für eine Kopie am Ursprungsort Piräus. Als der gewünschte Betrag 1993 zusammengetragen war, erhielt der griechische Bildhauer Georgios Mengulas den Auftrag zur Anfertigung der Statue. Die feierliche Enthüllung fand 2002 auf der Landzunge Akra Alkimos im Hafen von Piräus statt, wo er jetzt über die Schifffahrt wacht.